# Ray June
Pour les articles homonymes, voir June (homonymie).
Ray June, né le 27 mars 1895 à Ithaca (État de New York), mort le 26 mai 1958 à Los Angeles — Quartier d'Hollywood (Californie), est un directeur de la photographie américain, membre de l'ASC.

## Biographie
D'après l'IMDb, Ray June collabore à 165 films américains entre 1915 et 1958, année de sa mort. Le dernier est La Péniche du bonheur de Melville Shavelson, avec Cary Grant et Sophia Loren.
Dans l'intervalle, il assiste notamment les réalisateurs Busby Berkeley (ex. : En avant la musique en 1940, avec Mickey Rooney et Judy Garland), Robert Z. Leonard (ex. : Le Grand Ziegfeld en 1936, avec William Powell et Myrna Loy), Vincente Minnelli (ex. : Gigi en 1958, avec Leslie Caron, Maurice Chevalier et Louis Jourdan), ou encore Melvin Frank et Norman Panama (ex. : Le Bouffon du roi en 1955, avec Danny Kaye et Glynis Johns), entre autres. 
Au long de sa carrière, il obtient trois nominations à l'Oscar de la meilleure photographie (voir rubrique ci-dessous), mais n'en gagne pas.

## Filmographie partielle
- 1921 : Scrambled Wives d'Edward H. Griffith
- 1921 : Bits of Life de Marshall Neilan
- 1922 : Penrod de Marshall Neilan
- 1923 : Boy of Mine (en) de William Beaudine
- 1924 : By Divine Right (en) de Roy William Neill
- 1925 : The Shadow of the Wall de B. Reeves Eason
- 1925 : Un grand timide (The Narrow Street) de William Beaudine
- 1926 : Shadow of the Law de Wallace Worsley
- 1926 : Money to Burn de Walter Lang
- 1926 : The Phantom of the Forest de Henry McCarty
- 1927 : The Final Extra de James Patrick Hogan
- 1927 : Quarantined Rivals d'Archie Mayo
- 1927 : Mountains of Manhattan de James Patrick Hogan
- 1927 : L'Escalier des cent marches (The Warning) de George B. Seitz
- 1927 : Supplice de femme (The Siren) de Byron Haskin
- 1928 : Companionate Marriage d'Erle C. Kenton
- 1928 : La Fiancée du désert (The Desert Bride) de Walter Lang
- 1928 : The River Woman de Joseph Henabery
- 1929 : Alibi (titre original) de Roland West
- 1929 : Les Nuits de New York (New York Nights) de Lewis Milestone
- 1929 : Le Signe sur la porte (The Locked Door) de George Fitzmaurice
- 1930 : Pour décrocher la lune (Reaching for the Moon) de Edmund Goulding

- 1931 : Arrowsmith de John Ford

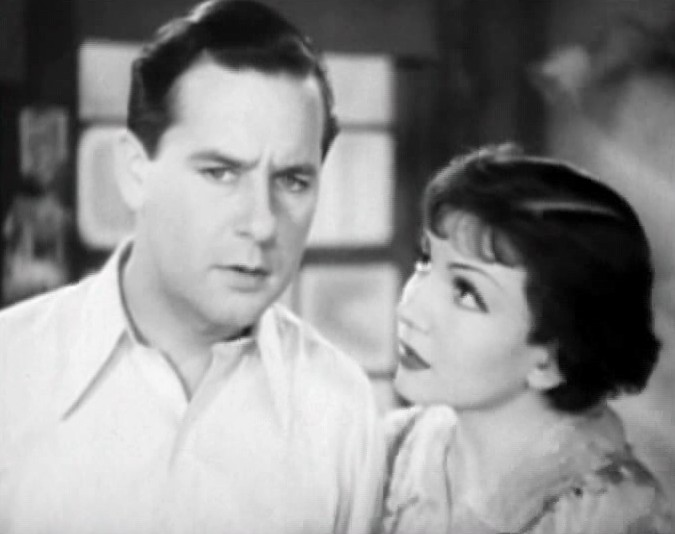
Ben Lyon et Claudette Colbert, dans Le Long des quais (1933)

- 1931 : Indiscret (Indiscreet) de Leo McCarey
- 1932 : Cynara de King Vidor
- 1932 : Disorderly Conduct de John W. Considine Jr.
- 1932 : Plumes de cheval (Horse Feathers) de Norman Z. McLeod
- 1933 : Le Long des quais (I cover the Waterfront) de James Cruze
- 1933 : Another Language d'Edward H. Griffith
- 1933 : Secrets (titre original) de Frank Borzage
- 1933 : Mais une femme troubla la fête (When Ladies meet) d'Harry Beaumont et Robert Z. Leonard
- 1934 : L'Île au trésor (Treasure Island) de Victor Fleming
- 1934 : Quand une femme aime (Riptide) réalisé par Edmund Goulding
- 1934 : La Belle du Missouri (The Girl from Missouri) de Jack Conway
- 1935 : La Malle de Singapour (China Seas) de Tay Garnett
- 1935 : Ville sans loi (Barbary Coast) d'Howard Hawks et William Wyler
- 1936 : Le Grand Ziegfeld (The Great Ziegfeld) de Robert Z. Leonard
- 1936 : Sa femme et sa secrétaire (Wife vs. Secretary) de Clarence Brown
- 1936 : Suzy (titre original) de George Fitzmaurice
- 1936 : La Loi du plus fort (Riffraff) de J. Walter Ruben
- 1936 : L'amiral mène la danse (Born to dance) de Roy Del Ruth
- 1937 : La Force des ténèbres (Night must fall) de Richard Thorpe
- 1937 : La Vie, l'Art et l'Amour (Live, Love and Learn) de George Fitzmaurice
- 1937 : Le Règne de la joie (Broadway Melody of 1938) de Roy Del Ruth
- 1937 : Saratoga de Jack Conway
- 1938 : Pilote d'essai (Test Pilot) de Victor Fleming
- 1939 : Lucky Night de Norman Taurog
- 1939 : Place au rythme (Babes in Arms) de Busby Berkeley
- 1939 : Mon mari court encore (Fast and Furious) de Busby Berkeley
- 1940 : Le Gangster de Chicago (The Earl of Chicago) de Richard Thorpe et Victor Saville
- 1940 : Little Nellie Kelly de Norman Taurog
- 1940 : En avant la musique (Strike Up the Band) de Busby Berkeley
- 1941 : Folie Douce (Love Crazy) de Jack Conway
- 1941 : La Danseuse des Folies Ziegfeld (Ziegfeld Girl) de Robert Z. Leonard
- 1941 : Souvenirs (H.M. Pulham, Esq.) de King Vidor
- 1942 : Ma femme est un ange (I Married an Angel) de W. S. Van Dyke
- 1942 : Cairo de W. S. Van Dyke
- 1942 : On demande le docteur Gillespie (Calling Dr. Gillespie) de Harold S. Bucquet
- 1943 : Mademoiselle ma femme (I dood it) de Vincente Minnelli
- 1944 : Trois Hommes en blanc (Three Men in White) de Willis Goldbeck
- 1944 : Le mariage est une affaire privée (Marriage is a Private Affair) de Robert Z. Leonard
- 1945 : Règlement de comptes (Keep your Powder Dry) d'Edward Buzzell
- 1945 : Ziegfeld Follies de Vincente Minnelli
- 1946 : The Hoodlum Saint de Norman Taurog
- 1946 : The Cockeyed Miracle de S. Sylvan Simon
- 1947 : Au carrefour du siècle (The Beginning and the End) de Norman Taurog
- 1948 : Cupidon mène la danse (Three Daring Daughters) de Fred M. Wilcox
- 1948 : Alias a Gentleman de Harry Beaumont
- 1948 : La mariée est folle (The Bride goes Wild) de Norman Taurog
- 1948 : Mon héros (A Southern Yankee) d'Edward Sedgwick
- 1949 : Le Jardin secret (The Secret Garden) de Fred M. Wilcox
- 1949 : Lassie perd et gagne (The Sun Comes Up) de Richard Thorpe

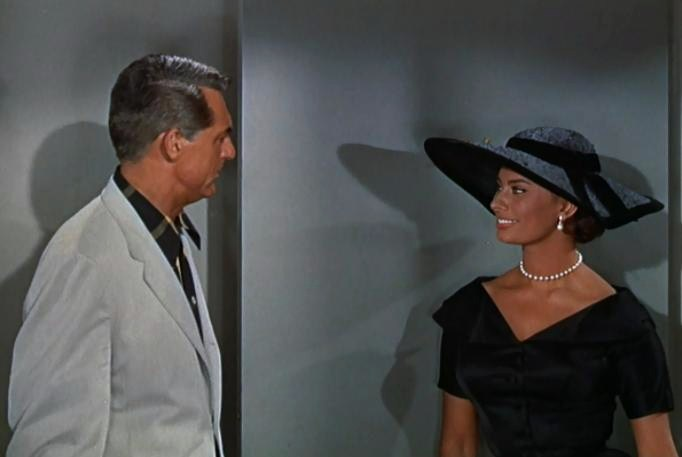
Cary Grant et Sophia Loren, dans La Péniche du bonheur (1958)

- 1950 : Une rousse obstinée (The Reformer and the Redhead) de Melvin Frank et Norman Panama
- 1950 : Voyage à Rio (Nancy goes to Rio) de Robert Z. Leonard
- 1950 : Cas de conscience (Crisis) de Richard Brooks
- 1951 : Une vedette disparaît (Callaway Went Thataway) de Melvin Frank et Norman Panama
- 1951 : It's a Big Country, film à sketches de Clarence Brown, John Sturges, William A. Wellman & al.
- 1952 : Le Grand Secret (Above and Beyond) de Melvin Frank et Norman Panama
- 1953 : Désir d'amour (Easy to Love) de Charles Walters
- 1953 : L'Auto sanglante (Code Two) de Fred M. Wilcox
- 1953 : Sombrero (titre original) de Norman Foster
- 1954 : Toi mon amour (This Is My Love) de Stuart Heisler
- 1955 : Le Bouffon du roi (The Court Jester) de Melvin Frank et Norman Panama
- 1956 : L'Ardente Gitane (Hot Blood) de Nicholas Ray
- 1957 : La Passe dangereuse (The Seventh Sin) de Ronald Neame et Vincente Minnelli
- 1957 : Drôle de frimousse (Funny Face) de Stanley Donen
- 1958 : Gigi de Vincente Minnelli
- 1958 : La Péniche du bonheur (Houseboat) de Melville Shavelson

## Nominations
Trois nominations à l'Oscar de la meilleure photographie :
- En 1932, pour Arrowsmith ;
- En 1936, pour Ville sans loi ;
- Et en 1958, pour Drôle de frimousse.